# Eleocharis punctulata
Eleocharis punctulata är en halvgräsart som beskrevs av Johann Otto Boeckeler och Antoine Duss. Eleocharis punctulata ingår i släktet småsäv, och familjen halvgräs. Inga underarter finns listade i Catalogue of Life.